# Berylamazilia
De berylamazilia (Saucerottia  beryllina synoniem: Amazilia beryllina) is een vogel uit de familie Trochilidae (kolibries).

## Verspreiding en leefgebied
Deze soort komt voor van noordwestelijk Mexico tot Honduras en telt vijf ondersoorten:
- S. b. viola: zuidoostelijk Arizona, westelijk en noordwestelijk Mexico.
- S. b. beryllina: centraal Oaxaca (zuidelijk Mexico).
- S. b. lichtensteini: oostelijk Oaxaca en westelijk Chiapas (zuidelijk Mexico).
- S. b. sumichrasti: centraal en zuidelijk Chiapas (zuidelijk Mexico).
- S. b. devillei: Guatemala, El Salvador en Honduras.

## Status
De grootte van de populatie is in 2019 geschat op 2 miljoen volwassen vogels. Op de Rode lijst van de IUCN heeft deze soort de status niet bedreigd.  